# Liahona (imię)
Liahona (deseret 𐐢𐐌𐐈𐐐𐐄𐐤𐐈) – imię żeńskie występujące w wyznaniach należących do ruchu świętych w dniach ostatnich (mormonów).

## Pochodzenie
Pochodzi z Księgi Mormona, jednego z pism świętych przynależnych do kanonu tej tradycji religijnej. W tekście tym stanowi nazwę wykonanej z mosiądzu, misternej kuli. Lehi miał ją znaleźć podczas swojej wędrówki przez pustkowie, już po opuszczeniu Jerozolimy.

## Występowanie i popularność
Wśród świętych w dniach ostatnich jest dość rzadko wybieranym imieniem. Może to wynikać z ograniczonej puli imion żeńskich, które wywieść można z Księgi Mormona. Innym powodem może być obecna w mormońskiej kulturze tendencja do nadawania córkom imion brzmiących dziewczęco. Zauważono, że imiona żeńskie obecne w Księdze Mormona zwyczajnie nie pasują do tego wzorca. Niemniej, Liahona Olayan w 2021 uczestniczyła w amerykańskiej edycji programu rozrywkowego Idol. Pojawia się również inne, pokrewne imię inspirowane tym słowem z Księgi Mormona, mianowicie Fliahona, wspominane w kontekście typowej dla mormonów tendencji do nadawania dzieciom nietypowych imion. Występuje też w źródłach lekko zmodyfikowana forma tego imienia, Liahonna.
Jednocześnie, jako imię specyficznie mormońskie znalazło odbicie w kulturze Kościoła, z którego wierzeń wyrosło. Artykuł na łamach pisma „Friend” z maja 1994 wskazuje choćby, że imię zaczerpnięte z Księgi Mormona może być powodem do dumy oraz wywierać pozytywny wpływ na życie duchowe noszącego je człowieka. Z uwagi na przemożny wpływ mormonizmu na kulturę Utah, zalicza się je do najbardziej oczywistych imion kojarzonych ze stanem.